# 束棒 (樂器)

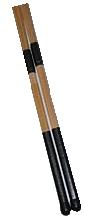
現代製造的束棒

束棒（德語：Ruth 或 Ruthe），既是一種屬體鳴樂器的敲擊樂器，亦可作為鼓槌，ruth的意思為「桿」或「棒」，泛指是將一些幼木條或樹枝束縛起來作為敲打發聲之用，慢慢演奏成為一種敲擊樂器。

## 構造
和很多敲擊樂器一樣，束棒本來只是一種很原始和簡單的樂器。人們隨意地把樹枝紥在一起，在節日或唱歌時敲打來以助慶之用。經過不斷的演化，變成了今時的模樣。現時商業製的束棒，主要是由十數支經處理後的白樺木幼枝或幼身藤條所縛紥而成，一端加上手把，另一邊則裝有活動式的帆布圈，能通過對帆布圈的移動去調節束枝的鬆緊度，從而發出不同的聲音效果。鐵掃鼓棒（Wire Brush）也是採用相同的原理。

## 演奏方法
將一對束捧敲打在大鼓的膜框上以製造密集而清脆的碎音。另外，經調節後的束棒亦可互相敲打而發出聲音。

## 應用
最先運用束棒，是莫扎特於1782年首演的歌劇《後宮誘逃》（Die Entführung aus dem Serail, K. 384）。由於這齣歌劇的背景是土耳其，因此加入束棒的敲打聲以代表土耳其禁衛軍。當時來講是一項非常創新的嘗試。
馬勒在他的交響樂中使用束棒的頻率不多，但往往藉此加強樂曲的節奏感，特別是表達進行曲式的氣氛，在他的交響曲中，第2、第3、第5、第6及第7號交響曲中都有採用。由於馬勒時代，束棒並沒有如現代般的改良版本，因此，有些樂團演奏時，會特意採用一些未經處理的乾樹枝縛在一起，到演奏拍打時便會有一些葉碎散出來的視覺效果。